# Waldemar Pilz

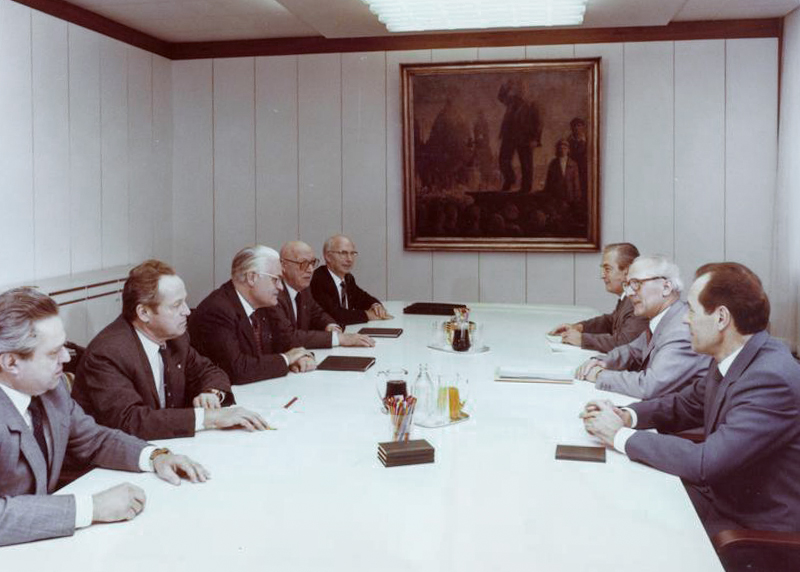
Waldemar Pilz (rechts hinten) auf einer Sitzung der Vorsitzenden der DDR-Blockparteien am 10. Dezember 1982, von links nach rechts: Lothar Kolditz (Präsident des Nationalrates der Nationalen Front, parteilos), Manfred Gerlach (LDPD), Gerald Götting (CDU), Heinrich Homann (NDPD), Ernst Mecklenburg (DBD), Erich Honecker und Joachim Herrmann (SED)

Waldemar Pilz (* 15. Februar 1922 in Alt Tschau (damals Landkreis Freystadt i. Niederschles.); † 13. Juni 2004 in Berlin) war ein deutscher SED-Funktionär.

## Leben
Waldemar Pilz war der Sohn eines Arbeiters und er besuchte die Volksschule. Zwischen 1936 und 1939 absolvierte er eine kaufmännische Lehre und war danach einige Zeit in Hirschberg als Angestellter beschäftigt, bevor er 1940 in die Wehrmacht rekrutiert wurde. 1944 geriet er in sowjetische Kriegsgefangenschaft. 1944/45 war er Teilnehmer eines Kurses an der Antifa-Schule im Dorf Talizy. 1948 wurde er aus der Gefangenschaft in die sowjetische Besatzungszone entlassen. Dort wurde er im selben Jahr Mitglied der SED und von dieser als politischer Betreuer und später Leiter eines Kriegsheimkehrerlagers in Heiligenstadt eingesetzt. 1951/52 war er Referent im Ministerium des Innern des bis 1952 weiter bestehenden Landes Thüringen im Kabinett Eggerath. Ab August 1952 war er Instrukteur in der Abteilung Staats- u. Rechtsfragen des ZK der SED. 1954/55 studierte er an der Parteihochschule „Karl Marx“ und von 1956 bis 60 an der Akademie für Staats- und Rechtswissenschaft der DDR, in Potsdam mit dem Abschluss als Diplom-Staatswissenschaftler.
Ab 1955 Sektorleiter Zentrale Staatsorgane, ab 1962 kommissarischer stellvertretender Abteilungsleiter und ab 1963 stellvertretender Leiter der Abteilung Staats- und Rechtsfragen des ZK der SED. 1969 wurde er als Nachfolger von Irene Köhler Leiter der Abteilung Befreundete Parteien im ZK der SED. 1985 wurde Karl Vogel sein Nachfolger in dieser Funktion. Waldemar Pilz war von 1981 bis 1986 Abgeordneter in der 8. Wahlperiode der Volkskammer. In den Jahren 1964, 1968 und 1982 erhielt er den Vaterländischen Verdienstorden der DDR in allen drei Stufen. Bis zum Ende der SED-Parteiendiktatur 1989 war er noch ehrenamtliches Mitglied in der Agitationskommission beim ZK der DDR. Diese Kommission hatte sich seit 1955 zu einem Gremium entwickelt, welches die grundsätzlichen Weisungen zur Berichterstattung in den Massenmedien gab.
Waldemar Pilz war verheiratet und hatte zwei Kinder.